# Pleurothyrium panurense
Pleurothyrium panurense är en lagerväxtart som först beskrevs av Carl Daniel Friedrich Meisner, och fick sitt nu gällande namn av Mez, C. K. Allen. Pleurothyrium panurense ingår i släktet Pleurothyrium och familjen lagerväxter. Inga underarter finns listade i Catalogue of Life.